# Властивість (програмування)
Властивість — спосіб доступу до внутрішнього стану об'єкта, що нагадує роботу зі змінною певного типу. Звернення до властивості об'єкта виглядає так само, як і звернення до поля структури, але, зазвичай, реалізується через виклик функції. При спробі задати значення певній властивості викликається один метод, а при спробі отримати її значення — інший.
При використанні властивостей
- можна задати значення, яке зберігатиметься, як типове (або вказати, що ніякого типового значення не передбачається);
- можна вказати, що це — властивість тільки для читання.

Як правило, властивість пов'язана з деяким внутрішнім полем об'єкта. Але властивості взагалі може не бути поставлена у відповідність жодна змінна об'єкта, хоча користувач цього об'єкта працює з нею так, ніби це — справжнє поле.
Властивості підвищують гнучкість і безпеку програмування, оскільки, як частина (відкритого) інтерфейсу, дають змогу змінювати внутрішню реалізацію об'єкта без зміни його полів. Властивості значно полегшують модифікацію програми в тих випадках, коли клас спочатку було реалізовано з порушенням інкапсуляції, а надалі потрібно змінити спосіб доступу до поля. За відсутності в мові механізму властивостей довелося б шукати і замінювати звернення до полів на виклики методів доступу.

## Методи властивостей
У багатьох мовах програмування властивості реалізуються у вигляді пари методів: метод, який одержує поточне значення властивості, називається акцесор (accessor); метод, що задає нове значення властивості, — мутатор (mutator).
У мовах програмування, що не підтримують властивостей, наприклад, C++ і Java, пара з акцесора і мутатора є загальноприйнятим сурогатом для їх заміни.
Називати методи властивостей заведено назвою властивості з префіксами get і set: наприклад, для властивості Xyzzy — get_Xyzzy і set_Xyzzy (традиційний стиль мови C) або GetXyzzy і SetXyzzy (стиль CamelCase). У зв'язку з цією схемою називання за методами властивостей закріпились сленгові назви getter і setter.

## Приклади

### Властивості в C#
Властивості в C# — поля з логічним блоком, у якому є ключові слова get і set.
Приклад класу з властивістю:
```
class
 
MyClass

{

    
private
 
int
 
p_field
;

    
public
 
int
 
Field

    
{

        
get

        
{

            
return
 
p_field
;

        
}

        
private
 
set

        
{

            
p_field
 
=
 
value
;

        
}

    
}

}

```

### Властивості в VB.NET
Нижче наведено приклад реалізації властивості у VB.NET. Якщо потрібно реалізувати властивість тільки для читання або тільки для запису, застосовують модифікатори ReadOnly і WriteOnly. Властивість може бути параметризованою. Також вона може бути типовою властивістю, для чого необхідно додати модифікатор Default.
```
Sub
 
Main

    
Dim
 
F
 
As
 
New
 
Foo

    
F
.
Data
 
=
 
5

    
F
.
Item
(
0
)
 
=
 
5

    
F
(
0
)
 
=
 
5
                
'Запис у властивість

    
Console
.
WriteLine
(
F
(
0
))
 
'Читання властивості

End
 
Sub

Public
 
Class
 
Foo

    
Private
 
m_Data
 
As
 
Integer

    
Private
 
m_Arr
()
 
As
 
Integer
 
=
 
{
1
,
 
2
,
 
3
,
 
4
,
 
5
}

    
Public
 
Property
 
Data
 
As
 
Integer

        
Set
(
Value
 
As
 
Integer
)
 
'Сеттер

            
m_Data
 
=
 
Value

        
End
 
Set

        
Get

            
Return
 
m_Data
 
'Геттер

        
End
 
Get

    
End
 
Property

    
Public
 
Default
 
Property
 
Item
(
Param
 
As
 
Integer
)
 
As
 
Integer
 
'Параметризована властивість за умовчанням

        
Set
(
Value
 
As
 
Integer
)

            
m_Arr
(
Param
)
 
=
 
Value

        
End
 
Set

        
Get

            
Return
 
m_Arr
(
Param
)

        
End
 
Get

    
End
 
Property

End
 
Class

```

### Властивості в Delphi
Для опису властивості в Delphi призначене слово property.
Приклад класу з властивістю:
```
TMyClass
 
=
 
class

private

  
FMyField
:
 
Integer
;

  
procedure
 
SetMyField
(
const
 
Value
:
 
Integer
)
;

  
function
 
GetMyField
:
 
Integer
;

public

  
property
 
MyField
:
 
Integer
 
read
 
GetMyField
 
write
 
SetMyField
;

end
;

function
 
TMyClass
.
GetMyField
:
 
Integer
;

begin

  
Result
 
:=
 
FMyField
;

end
;

procedure
 
TMyClass
.
SetMyField
(
const
 
Value
:
 
Integer
)
;

begin

  
FMyField
 
:=
 
Value
;

end
;

```

### Властивості в ActionScript
```
class
 
MyClass

{

    
private
 
_foo
 
:
 
int
;

    

    
public
 
function
 
get
 
foo
 
()
 
:
 
int
 
{

         
return
 
_foo
;

    
}

    
public
 
function
 
set
 
foo
 
(
foo
 
:
 
int
)
 
:
 
void
 
{

         
_foo
 
=
 
foo
;

    
}

}

```

### Властивості в Objective C
```
@interface
 
Company
 : 
NSObject

{

	
NSString
 
*
var_name
;

}

@property
(
retain
)
 
NSString
 
*
var_name
;

@end

@implementation
 
Company

@synthesize
 
var_name
;

@end

```

### Властивості в Ruby
Опис властивості в Ruby нічим не відрізняється від опису методу. Наприклад, для створення властивості duration у класі Song слід описати методи duration і duration=(value)
```
class
 
Song

  
def
 
duration

    
@duration

  
end

  
def
 
duration=
(
value
)

    
@duration
 
=
 
value

  
end

end

```

Однак, просте звертання до внутрішньої змінної об'єкта можна замінити викликом метода attr_accessor: duration
```
class
 
Song

  
attr_accessor
 
:duration

end

```

Цікавішим є приклад створення властивості duration_in_minutes, яка повертатиме або встановлюватиме тривалість у хвилинах:
```
class
 
Song

  
def
 
duration_in_minutes

    
@duration
/
60
.
0

  
end

  
def
 
duration_in_minutes=
(
value
)

    
@duration
 
=
 
(
value
*
60
)
.
to_i

  
end

end

```

В такому разі змінення властивості duration_in_minutes вплине на властивість duration. Наприклад:
```
song
 
=
 
Song
.
new

song
.
duration_in_minutes
 
=
 
1
.
2

print
 
song
.
duration
 
# надрукує 72

```

### Властивості в Python
Набір методів з декораторами визначає способи роботи з властивістю (читання, запис, видалення). Якщо якийсь із методів прибрати (за винятком @property), втрачається можливість працювати з властивістю у відповідний спосіб.
Приклад класу з властивістю:
```
class
 
A
:

    
def
 
__init__
(
self
):

        
self
.
__x
 
=
 
None

    
    
@property

    
def
 
x
(
self
):

        
return
 
self
.
__x

    
    
@x
.
setter

    
def
 
x
(
self
,
 
value
):

        
self
.
__x
 
=
 
value

    
    
@x
.
deleter

    
def
 
x
(
self
):

        
self
.
__x
 
=
 
None

```

```
>>>
 
a
 
=
 
A
()

>>>
 
a
.
x

>>>
 
a
.
x
 
=
 
2

>>>
 
a
.
x

2

>>>
 
del
 
a
.
x

>>>
 
a
.
x

>>>

```